# 青山湖站
青山湖站是杭州地铁16号线的一个地下车站，位于中华人民共和国浙江省杭州市临安区锦北街道科技大道平湖路交叉口。

## 历史
本站原设计为高架岛式站台，2017年9月14日，根据《省发展改革委关于杭州至临安城际铁路工程初步设计变更的批复》，更改了部分设计，将青山湖站由高架站改为地下站。
- 2018年11月6日，车站主体结构封顶[3]
- 2019年3月25日，杭州市人民政府了批复杭州至临安城际铁路工程车站的站名，本站正式定名为青山湖站。
- 2019年4月，车站主体结构通过验收。[4]
- 2020年4月23日，车站投入运营[5]。

## 车站结构
青山湖站沿科技大道东西向布置。为地下二层岛式站台, 双柱三跨箱型结构。车站外包尺寸总长191.6m，标准段主体总宽21.3m，基坑深度约 17.3m。车站主体采用明挖法施工，基坑北侧采用吊脚桩+预应力锚索，其他部位采用放坡喷锚支护。车站附属结构设置4个出入口和2组风亭，均采用明挖法施工。

### 楼层分布
| 1层  | 地面               | 出入口                                     |  |  |
| -1层 | 站厅               | 自动售票机、客服中心、安检通道、车站控制室 |  |  |
| -2层 |                    | █ 16号线 往九州街（农林大学）              |  |  |
|      | 岛式站台，左侧开门 |                                            |  |  |
|      |                    | █ 16号线 往绿汀路（八百里）                |  |  |

## 设计

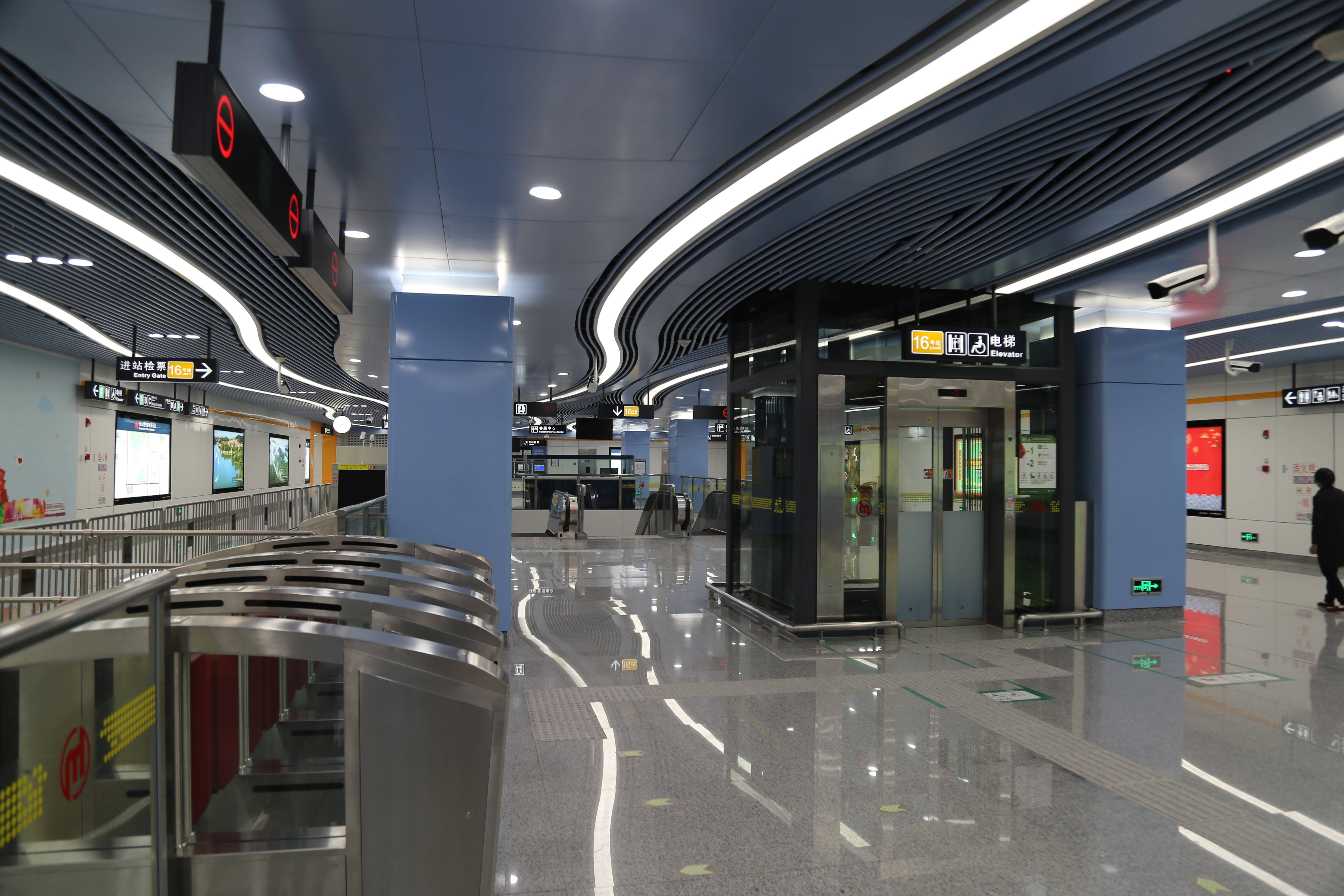
青山湖站站厅

青山湖站设计以“水光潋滟”为主题，以水作为主要设计元素。车站设计以深蓝色波纹和波浪形灯条设计，体现了青山湖湖泊水面的碧波荡漾，让人有一种赏心悦目、别具一格、独特魅力之感。顶部的流线型设计在灯光反射下有如流动的湖水。

## 出入口
青山湖站共有4个出入口，其中C出入口附近设有直梯，D出入口附近设有母婴室。
| 编号                                          | 出口标识     | 建议前往的目的地 |
| --------------------------------------------- | ------------ | ---------------- |
| A                                             |              |                  |
| B                                             |              |                  |
| C                                             | 科技大道南侧 | 青山湖           |
| D                                             |              |                  |
| 註： 设有卫生间 \| 设有无障碍设施 \| 设有电梯 |              |                  |

## 车站周边
青山湖站位于临安区滨湖新城，为临安城市客厅地下空间的组成部分。车站邻近临安市民之家与临安新十景之一的青山湖国家森林公园。

## 接驳交通
- 杭州公交